# Museo al Aire Libre de Nubia y Asuán
El Museo al Aire Libre de Nubia y Asuán, en Egipto, es un grupo de monumentos del antiguo Egipto en la región de Nubia, a lo largo del Nilo, repartidos desde la ciudad de Asuán hasta la frontera con Sudán. Muchos de esos monumentos fueron desplazados debido a la construcción de la presa de Asuán en la Campaña Internacional para Salvar los Monumentos de Nubia auspiciada por la Unesco entre 1960 y 1980. El conjunto fue declarado Patrimonio de la Humanidad por la Unesco en 1979 con el nombre de Monumentos de Nubia, desde Abu Simbel hasta File.

## Sitios
La Unesco en su III sesión en 1979 nombró Patrimonio de la Humanidad 374 hectáreas protegidas en torno a diez localizaciones.
| Código | Nombre                             | Extensión  |
| ------ | ---------------------------------- | ---------- |
| 88-001 | Abu Simbel                         | 41,7 ha.   |
| 88-002 | Amada                              | 105,96 ha. |
| 88-003 | Uadi es-Sebua                      | 139,3 ha.  |
| 88-004 | Kalabsha                           | 8,07 ha.   |
| 88-005 | Filae (isla Agilkia)               | 3,08 ha.   |
| 88-006 | Tumbas del Imperio Antiguo y Medio | 32,68 ha.  |
| 88-007 | Ruinas de la ciudad de Elefantina  | 8,52 ha.   |
| 88-008 | Canteras de piedra y obelisco      | 4,34 ha.   |
| 88-009 | Monasterio de San Simeón           | 2,78 ha.   |
| 88-010 | Cementerio islámico                | 28,05 ha.  |

### Abu Simbel (088-001)
Abu Simbel (árabe: أبو سمبل) es un sitio arqueológico ubicado en el corazón de la región de Nubia, un par de cientos de kilómetros al sur de la primera catarata del Nilo, la que marcaba las primitivas fronteras del Antiguo Egipto. Esta región fue conquistada por los antiguos egipcios e integrada a su reino durante ciertos periodos de su historia, especialmente durante el Imperio Nuevo. En esta ubicación el faraón Ramsés II (aprox. 1304-1237 aC) ordenó construir dos magníficos templos horadados en la roca para conmemorar su victoria frente a los hititas en la batalla de Qadesh (1274 aC) e impresionar a sus súbditos nubios y vecinos del sur. Durante el reinado de Ramsés II se construyeron en Nubia 6 hipogeos horadados en la roca, entre los que se encuentran los 2 ubicados en Abu Simbel. 
El mayor de los dos, el Gran Templo o Templo de Ramses II, fue dedicado a los dioses Amón, Ptah, Ra-Horajti y a un deificado Ramsés II, mientras que el Pequeño Templo o Templo de Nefertari fue dedicado a la diosa Hathor y a la principal esposa de Ramsés II, la reina Nefertari. Ambos templos se encuentran entre los más hermosos e icónicos del Antiguo Egipto.
A comienzos de la década de 1960, la comunidad mundial cayó en la cuenta de que la construcción de la Presa de Asuán y la consecuente creación del Lago Nasser iban a sumergir muchos de los monumentos de la Baja Nubia, incluyendo los templos de Abu Simbel. A través de una campaña internacional dirigida por la UNESCO y financiada a escala global, entre 1964 y 1968 los templos fueron cortados en enormes bloques de piedra y reasamblados en una ubicación cercana, a 210 m del cauce del Nilo y en una cota 65m más alta, en una zona que iba a quedar a salvo de la inundación. En 1979 se incluyó en el Patrimonio de la Humanidad el área de 41,7 hectáreas (22°30′N 31°37′E / 22.500, 31.617) en el que fueron reubicados los dos templos de Ramsés II. Este sitio queda actualmente a orillas del Lago Nasser.

### Amada (088-002)
Amada era una antigua localidad situada en la ribera occidental del río Nilo, en la Baja Nubia, que fue anegada por las aguas del Lago Nasser al construirse la Presa de Asuán. En dicho lugar se encontraba un templo que fue reinstalado unos 2,5 km más al norte, con el fin de ser salvado de las aguas. Al mismo emplazamiento (22°43′N 32°15′E / 22.717, 32.250) donde fue trasladado el Templo de Amada, fueron llevados también desde otras ubicaciones el Templo de Derr y la tumba de Pen-nut. En 1979 la UNESCO declaró patrimonio de la Humanidad el emplazamiento de 105,96 hectáreas al que fueron desplazados estos tres monumentos cerca de la antigua Amada.
El Templo de Amada, dedicado a Amón-Ra y a Ra-Horajti, está considerado como el templo egipcio más antiguo de Nubia, ya que fue construido por Tutmosis III y Amenofis II en el siglo XV a. C. Posteriores adiciones fueron realizadas por Tutmosis IV (1400-1390 a. C.) y restauracines fueron completadas bajo los reinados de Seti I y Ramses II en el siglo XIII a. C. El templo guarda en su interior dos importantes inscripciones históricas. La primera describe una exitosa campaña militar en Siria realizada por Amenofis II; y la segunda cuenta la derrota de un intento de invasión libia durante el reinado de Merenptah (1213-1203 a. C.).
El Templo de Derr fue uno de los 6 templos tallados en la roca que ordenó construir Ramsés II en Nubia. Es el único de ellos ubicado en la orilla derecha del río. Esto se debe probablemente a que en el tramo del cauce donde se ubicaba, en la desaparecida El-Derr, el río fluía en dirección sureste. El templo está dedicado a Ra-Horajti. Como Abu Simbel, el templo de Derr fue cortado en bloques y reconstruido en Amada.
La Tumba de Pen-nut, conocida también como Tumba de Aniba,  fue el enterramiento de Pen-nut, virrey de la Baja Nubia (Uauat) en tiempos de Ramsés VI (siglo XII a. C.) y se encontraba originalmente 40km al sur de su presente ubicación, en las colinas que rodeaban la localidad de Aniba, que fue la capital administrativa de la Baja Nubia durante el dominio egipcio. Se trata de una tumba originalmente excavada en la roca, con las paredes decoradas. 

### Uadi es-Sebua (008-003)
Uadi es-Sebua (árabe: وادي السبوع, que significa literalmente Valle de los leones)  era una antigua localidad nubia situada unos 150km al suroeste de Asuán. Como otras muchas localidades de la zona fue anegada por las aguas del Lago Nasser al construirse la Presa de Asuán. En dicho lugar se encontraba uno de los templos construidos por Ramsés II en Nubia durante su reinado. Este templo cuenta con una avenida de esfinges en su entrada, razón por la cual fue conocido en épocas posteriores como templo de los leones (es-sebua en árabe) dando su nombre al lugar. El templo fue recolocado 4 km al norte (22°46′N 32°34′E / 22.767, 32.567) de su emplazamiento original con el fin de salvarlo de la inundación a finales de los años 1960. En torno a su nuevo emplazamiento se ubicaron también otros dos templos recolocados de otros lugares, el Templo de Dakka y el Templo de Maharraka creando el nuevo complejo arqueológico de Uadi Sebua. En 1979 la UNESCO declaró patrimonio de la Humanidad el emplazamiento de 139,3 hectáreas al que fueron desplazados estos tres monumentos cerca de la antigua Uadi es-Sebua.

### Kalabsha
El templo de Kalabsha (23°57′N 32°52′E / 23.950, 32.867) era el templo principal de la ciudad de Talmis, y fue construido en tiempos de César Augusto.

### File
El conjunto de templos de la isla de File fue trasladado a la isla de Agilkia (24°5′N 32°54′E / 24.083, 32.900).

### Tumbas del Imperio Antiguo y Medio (008-006)

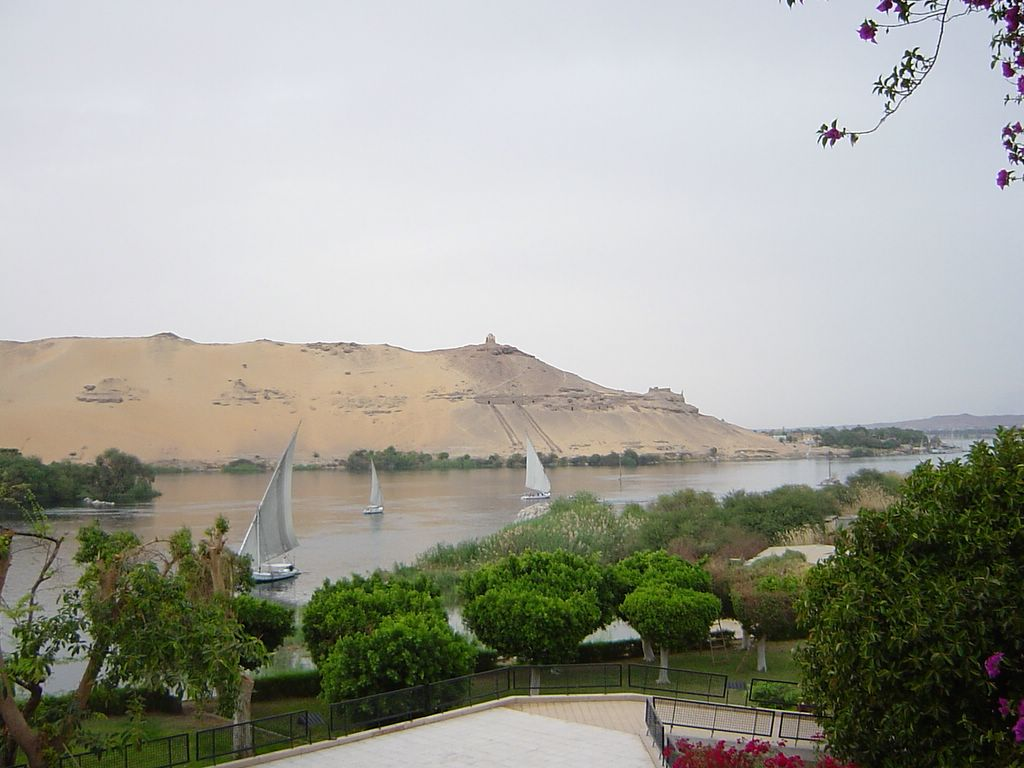
Ladera de Qubbet el-Hawa donde se ubican las tumbas del Antiguo Imperio

Qubbet el-Hawa es una colina rocosa situada en la orilla izquierda del Nilo muy cerca de la ciudad de Asuán. Esta colina fue utilizada en el Antiguo Egipto como necrópolis para los altos funcionarios que residían en la ciudad de Abu (Elefantina), ubicada en una isla del Nilo frente a dicha colina. Abu era la sede administrativa de la región conocida como Nomo I del Alto Egipto y servía como base comercial, centro administrativo y avanzadilla egipcia en la tierra de Kush (Nubia). 
Las tumbas se encuentran en tres filas en las laderas de la colina. Hasta el momento se han excavado más de 80 tumbas. El sitio arqueológico es también conocida como Valle de los Príncipes en relación con la necrópolis del Valle de los Reyes situada cerca de Luxor. Estas tumbas proporcionan importantes detalles de la vida de los funcionarios de alto rango del Antiguo Egipcio.  La mayoría de las tumbas se corresponden al periodo entre las dinastías sexta y duodécima, abarcando un periodo que va del Imperio Antiguo al Medio. aunque las inhumaciones prosiguieron hasta la época grecorromana.  Tras abandonarse el uso de la necrópolis se construyó en el lugar un monasterio copto y algunas tumbas se reutilizaron como iglesias cristianas. En la actualidad la cima de la colina está ocupada por la tumba de un jeque musulmán.  Las primeras menciones modernas relativas al complejo funerario datan de 1819, en la obra Viaje a Nubia de Johann Ludwig Burckhardt. Las excavaciones se iniciaron en 1885 y prosiguen en la actualidad. 
Las tumbas de este yacimiento son diferentes a las que se encuentran en otras partes de Egipto y que datan de época posterior, ya que son más anchas y menos alargadas. Entre las más famosas se encuentran las tumbas de Hirjuf, Sabni o Hekaib. 

### Ruinas de la ciudad de Elefantina (088-007)

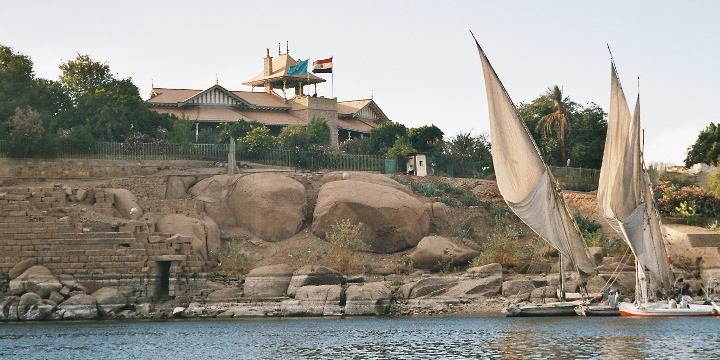
Vista de la isla de Elefantina; puede observarse el nilómetro (en el ángulo inferior izquierdo) y el museo de Asuán.

Elefantina (árabe: : جزيرة الفنتين) es una isla del río Nilo,  contigua por el norte a su primera catarata. Se sitúa entre la moderna ciudad de Asuán, que queda en la orilla este del río y la necrópolis faraónica de Qubbet el-Hawa, situada en la orilla oeste. Mide 1.360 m de longitud por 780 m de anchura. El área considerada Patrimonio de la Humanidad comprende 8,52 hectáreas en el extremo sur de la isla, donde se conservan ruinas de la antigua ciudad de Elefantina. Esta área pertenece y está gestionada por el Consejo Supremo de Antigüedades de Egipto y está abierta al público como museo.
La antigua ciudad de Abu (Elefantina), situada en la isla, sirvió como capital del Nomo I del Alto Egipto. Desde épocas antiguas hasta el periodo helenístico Abu fue centro administrativo y comercial de importancia y sirvió como guarnición fronteriza de Egipto en su frontera meridional natural, la que formaban las primeras cataratas del Nilo,  Elefantina ha sido también importante a lo largo de la historia de Egipto como un centro religioso, que se originó en el periodo predinástico y prosiguió hasta la época romana. La mayor parte de los restos conservados en el extremo sur de la isla se relacionan con templos y cementerios. 
El más destacado es el santuario de la diosa Satet, que personificaba las inundaciones del Nilo y que también era protectora de Elefantina. Un santuario a la diosa fue fundado en la II Dinastía y fue reconstruido posteriormente en el Imperio Medio y Nuevo, así como en el periodo ptolomeico. El Templo de Satet es el mejor ejemplo de templo cuyo uso se dilató a lo largo de todo el periodo faraónico y que fue periódicamente renovado.
Las ruinas del Templo al dios Jnum, el dios carnero asociado con la primera catarata del Nilo, también se ubican en esta parte de la isla. La terraza principal de este templo, que data del reinado de Nectanebo II (s. IV a. C.)  de la XXX Dinastía se conserva todavía junto con una puerta monumental. Satet y Jnum, junto con la diosa Anuket de la Isla de Sehel formaban la tríada de deidades de la región de Elefantina.
En la parte oeste de la isla está el Templo de Hekaib, un funcionario de la VI Dinastía, que fue enterrado en una de las tumbas de Qubbet el-Hewa. Hekaib fue venerado durante el periodo del Imperio Medio y su santuario está lleno de estelas y estatuas, así como tablillas de ofrendas que le fueron dedicados por reyes y personajes notables. 
En la parte este de la isla está el Nilómetro, una escalera monumental que se utilizaba para medir el nivel de las crecidas anuales del Nilo. Se conservan, del periodo romano las marcas indicativas del nivel de la crecida en codos. Otro elemento arqueológico destacado que se conserva de la antigua ciudad es la pequeña Pirámide de Elefantina. En el perímetro de este sitio arqueológico.
Junto al Nilómetro se ubica en una antigua casa de recreo el Museo de Asuán, que fue inaugurado en 1912.Este museo guarda una colección que se centra en la historia de Asuán y de Nubia, mostrando numerosos artefactos rescatados de la inundación de la presa de Asuán. 

### Canteras de piedra y obelisco (088-008)

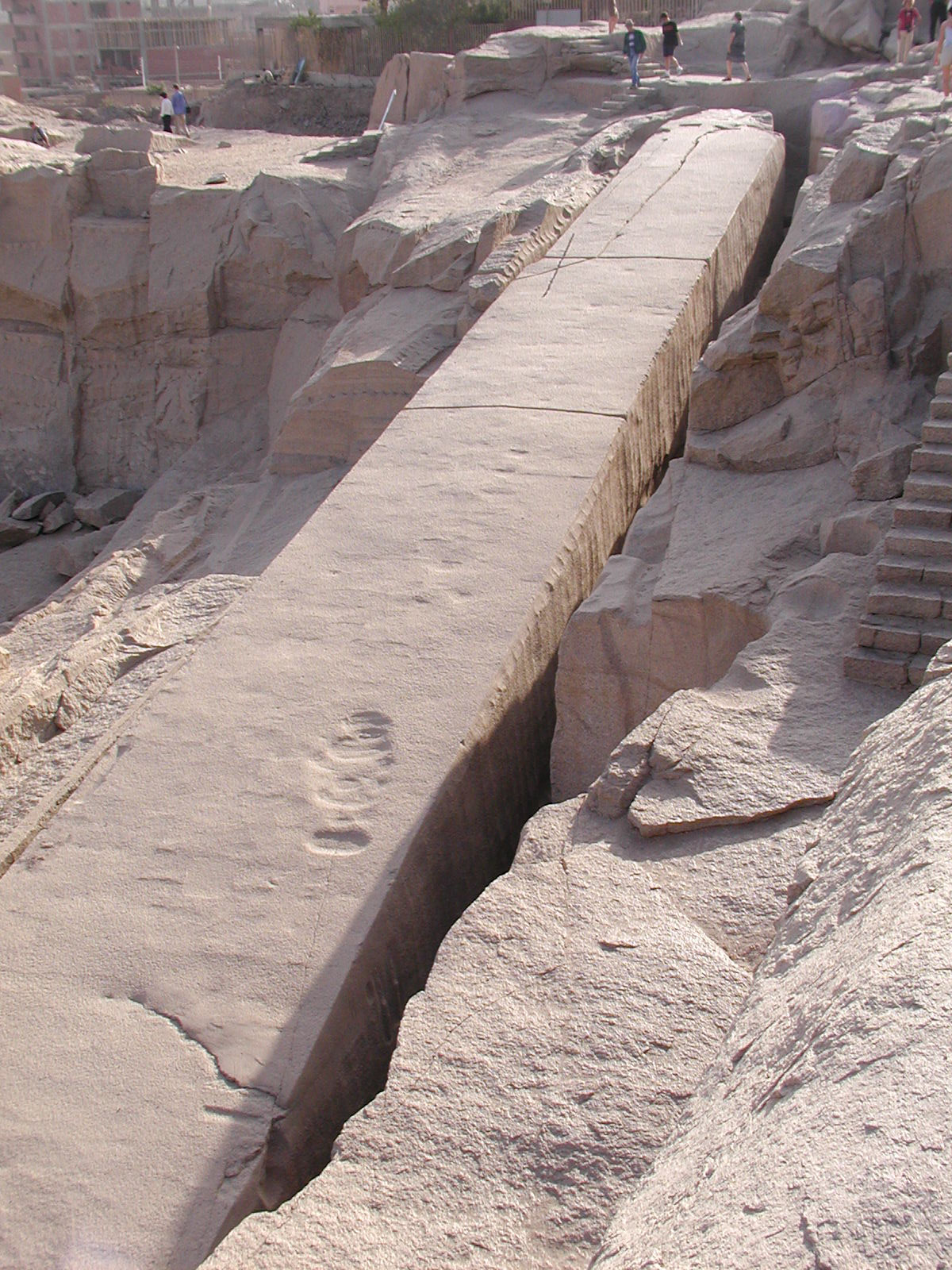
Obelisco inacabado de Asuán

Las canteras de piedra del Antiguo Egipto se utilizaron para la obtención de piedra de calidad para la construcción de monumentos decorativos como estatuas y obeliscos. Las canteras ubicadas en la zona de Asuán se utilizaron para la extracción principalmente de granito de diversos colores (rojo, gris y negro) y se encuentran entre las más importantes del país. Entre los monumentos que se han identificado que se fabricaron con granito extraído en Asuán se encuentran las Agujas de Cleopatra, los sarcófagos de los faraones Zoser y Seneferu y muchas cámaras mortuorias, sarcófagos, columnas y otras estructuras en el complejo de las Pirámides de Guiza.
Dentro del mucho más extenso conjunto de las denominadas canteras de Asuán, situadas a lo largo del río Nilo en las cercanías de esta ciudad y más concretamente en el sector norte de las de las denominadas Canteras de Shellal (extensión total de 20km²),  se ha protegido como parte del Patrimonio de la Humanidad una pequeña área de 4,34 hectáreas  (24°4′N 32°53′E / 24.067, 32.883) de las canteras habilitada como museo al aire libre y donde se encuentra el famoso Obelisco inacabado de Asuán. Se trata de una cantera de granito rosa, material muy apreciado que dentro de Egipto solo se encontraba en esta zona. El obelisco inacabado es el mayor obelisco conocido de la antigüedad. Fue encargado por la reina Hatshepsut (siglo XV a. C.), pero se resquebrajó mientras era labrado en la roca madre y se abandonó a medio fabricar, quedando como un testimonio de las técnicas de extracción egipcias. Esta cantera se encuentra en los suburbios del sur de la ciudad a apenas 2 km del centro de la misma y es adyacente al Cementerio Islámico de Asuán.

### Monasterio de San Simeón (088-009)
El monasterio cristiano de San Simeón se fundó por los coptos en el siglo VII d. C. , antes de ser destruido por Saladino en 1173. En sus tiempos albergaba a 300 monjes y hasta 100 peregrinos y estaba rodeado por una muralla doble de 10 metros. Después de ser destruido, nunca más tuvo uso. Se ubica en el puerto de Asuán.

### Cementerio islámico (088-010)
En una ubicación adyacente (24°4′N 32°53′E / 24.067, 32.883) a la cantera del obelisco inacabado se encuentra el Cementerio islámico de Asuán o Cementerio fatimí, que ocupa una superficie de 28,05 hectáreas. Actualmente engullido por la ciudad de Asuán, se encontraba antiguamente extramuros de la ciudad histórica. Se trata de una necrópolis islámica que data del periodo del Califato fatimi chiita en los siglos XI y XII. Junto a tumbas más modernas se conservan en el cementerio antiguos mausoleos construidos con ladrillos y revestimiento de estuco, de base cuadrada y con cúpula, que datan de la época fatimí. El interés de estos monumentos, llamados qubba, reside en la diversidad de las cúpulas que, respondiendo a un simbolismo frecuente en el mundo islámico como representación del cielo, cubren las tumbas. Algunas de las qubbas se corresponden a santos locales que los asuaníes todavía veneran. El estado de conservación de las qubbas es muy variable. El cementerio de Asuán es considerado como el principal exponente del arte funerario islámico en Egipto.